# Яфимович, Иван Львович
Иван Львович Яфимович (Ефимович) (1781—1831) — генерал-майор, участник войн против Наполеона.

## Биография
Родился в 1781 году, происходил из дворян Смоленской губернии.
В 1794 году был принят в Сухопутный шляхетский корпус и выпущен 1 августа 1800 года подпоручиком, 29 сентября того же года зачислен в Московский гренадерский полк.
В 1805 году участвовал в кампании против французов в Австрии и в сражении при Аустерлице был ранен пулей в левую руку.
В 1806—1807 годах сражался с французами в Восточной Пруссии и в битве под Гейльсбергом тяжело ранен картечью в левую руку. За это дело он был награждён золотой шпагой с надписью «За храбрость».
2 марта 1808 года переведён в чине штабс-капитана в лейб-гвардии Егерский полк, затем назначен адъютантом генерал-майора герцога Мекленбург-Шверинского.
В 1809—1810 годах Яфимович сражался с турками на Дунае. В 1810 году за отличие при штурме Базарджика был награждён орденом св. Владимира 4-й степени с бантом и чином капитана. При неудачном штурме Рущука получил тяжелую контузию от картечи в шею и правое плечо.
В Отечественную войну 1812 года сражался с французами при Островне, за отличие в Бородинской битве, где был ранен пулей в икру правой ноги навылет, получил орден св. Анны 2-й степени. 20 января 1813 года за сражение под Красным произведён в полковники.
Во время Заграничной кампании 1813—1814 годов сражался под Люценом, Бауценом, Кульмом и Лейпцигом, отличился при взятии Парижа. В этих делах он заслужил себе прусский орден Pour le Mérite и особый знак прусского Железного креста.
В 1815 году находился во втором походе во Францию, и отличился при взятии города Мелена, за что 27 декабря 1815 года получил чин генерал-майора (со старшинством от 15 сентября того же года) с назначением состоять при армии. На смотре войск в Вертю он был представлен императору Александру I в числе наиболее отличившихся офицеров лейб-гвардии Егерского полка.
22 января 1816 года назначен состоять при начальнике 3-й гренадерской дивизии. 28 декабря 1816 года он получил в командование 1-ю бригаду 14-й пехотной дивизии с 30 января 1817 года командовал 1-й бригадой 11-й пехотной дивизии, и далее состоял при начальнике 7-й пехотной дивизии. В 1819 году Яфимович был назначен командиром резервных батальонов 7-й и 15-й пехотных дивизий.
26 ноября 1823 года Яфимович за беспорочную выслугу 25 лет в офицерских чинах был награждён орденом св. Георгия 4-й степени (№ 3694 по кавалерскому списку Григоровича — Степанова). 29 апреля 1825 года по болезни был уволен в отпуск.
О дальнейшей судьбе И. Л. Яфимовича достоверных сведений не обнаружено.